# Cool World
Cool World (Brasil: Mundo Proibido / Portugal: Outro Mundo) é um filme em live-action/animação de 1992, dirigido por Ralph Bakshi, e estrelado por Kim Basinger, Gabriel Byrne e Brad Pitt. O filme, cuja história trata de um cartunista que, é levado pela sexy Holli, uma criação sua, a um mundo paralelo no qual os desenhos têm vida própria.
Durante a produção, o roteiro original de Bakshi foi trocado pelo produtor Frank Mancuso Jr. e reescrito por Michael Grais e Mark Victor, conhecidos por escrever Poltergeist e Poltergeist: O Outro Lado.

## Sinopse
O filme é ambientado em dois lugares: o mundo real e o Mundo Proibido (Cool World), um mundo de personagens de desenhos animados, chamados de doodles.
Frank Harris (Brad Pitt) é um jovem que é transportado ao Mundo Proibido.
Mas, a história se baseia no cartunista Jack Deebs (Gabriel Byrne), que foi detido pois planejava assassinar um homem que ele encontrou encostando-se com sua esposa.
Durante sua estadia na prisão, Jack tem ilusões com o Mundo Proibido e uma sexy doodle, chamada Holli Would (Kim Basinger), que o seduzia com frequência. Depois disso, Jack começa a criar histórias em quadrinhos, baseadas nessas ilusões do Mundo Proibido. Quando sai da prisão para voltar para sua casa, em Las Vegas, Jack é levado ao Mundo Proibido por Holli. E Frank Harris é encarregado de investigar o seu desaparecimento.
Jack e Holli desejam ter relações sexuais, mas Holli só o quer para conseguir tornar-se humana e ir para o mundo real. Porém, as relações sexuais entre doodles e noids são proibidas, pois isso destruiria o delicado equilíbrio entre os dois mundos.
Frank Harris e sua ajudante, Nails, uma aranha, encontram Jack, mas têm que vigiar Holli e Jack para que não cometam o ato proibido. Frank também tem uma relação sentimental com uma doodle morena chamada Lonette, mas não podem consumá-la pelo mesmo motivo que Jack e Holli.

## Elenco
- Gabriel Byrne - Jack Deebs; o protagonista e criador do "Cool World"
- Brad Pitt - Detetive Frank Harris
- Michele Abrams - Jennifer Malley
- Deirdre O'Connell - Isabelle Malley
- Janni Brenn–Lowen - Agatha Rose Harris

### Vozes
- Charlie Adler - Nails the Spider
- Kim Basinger - Holli Would; a principal antagonista
- Joey Camen - Interrogator #1, Slash, Holli's Door
- Jenine Jennings - Craps Bunny
- Michael David Lally - Sparks
- Maurice LaMarche - Interrogator #2, Mash, Drunken Bar Patron, Doctor Vincent "Vegas Vinnie" Whiskers, Super Jack
- Candi Milo - Bob, Lonette
- Patrick Pinney - Chico the Bouncer
- Gregory Snegoff - Bash